# 西北大学野猫队
西北大学野猫队（Northwestern Wildcats）是美国西北大学的NCAA体育代表队，参加十大联盟的各项联赛，下辖19支分队，包括橄榄球、篮球、足球、体操、击剑、棒球、游泳等项目。其中曲棍球、足球和体操为强项。曲棍球队在2005年完成不败赛季。

## 宿敌
西北大学是芝加哥市区崛起的第二支大学体育劲旅，而第一支是其曾经的同城死敌芝加哥大学褐色队。在20世纪初，芝加哥大学是全国强队，但1930年代后期却多次惨败给西北大学野猫队，导致其校内的学生对体育比赛失去了信心。最终的结果是芝加哥大学退出十大联盟联赛，降级到了低级别联赛。西北大学现有的宿敌包括：
- 伊利诺伊大学
- 普渡大学
- 爱荷华大学
- 威斯康辛大学